# A Magyar népmesék epizódjainak listája
Ez a lista a Magyar népmesék című magyar rajzfilmsorozat epizódjait tartalmazza.

## Első évad (1977-78)
| # | Epizód címe                         | Mesemondó      | Rendező                         | Első sugárzás        |
| --- | ----------------------------------- | -------------- | ------------------------------- | -------------------- |
| 1 | Kacor király                        | Bánffy György  | Jankovics Marcell, Lisziák Elek | 1980. szeptember 18. |
| Egy szegény asszonynak volt egy falánk, kajtár macskája. Egy napon megelégeli, hogy a macska minden fazékba és lábasba beleüti az orrát, és világgá küldi. Az úton összetalálkozik egy rókával. Egyikőjük sem látott még a másikhoz hasonló teremtményt. A macska kihasználva a róka tudatlanságát, azt meri mondani, hogy ő Kacor, az állatok királya. A félelmetes kandúr híre gyorsan terjed az erdőben. Mivel mindannyian féltik életüket, az állatok sorra hívják vacsorára a rettenthetetlen Kacort. |                                     |                |                                 |                      |
| 2 | A só                                | Kóka Rozália   | Jankovics Marcell, Lisziák Elek | 1980. szeptember 25. |
| A király legkisebb lánya azt mondja apjának: úgy szeretem édesapámat, mint az emberek a sót. A király erre úgy megdühödik, hogy egészen az erdőig űzi lányát. A szomszédos ország ifjú királya vadászat közben rálel a gyönyörű királylányra. Annyira megtetszik neki a leány, hogy azon nyomban megesküsznek, ráadásul kis furfanggal az öreg királyt is sikerül megbékíteniük |                                     |                |                                 |                      |
| 3 | A szállást kérő róka                | Hrotkó Károly  | Jankovics Marcell, Lisziák Elek | 1980. október 2.     |
| Egy jó szándékú gazda és felesége szállást ad a rókának éjszakára. Az agyafúrt róka a lelkükre köti, hogy jól őrizzék a zsákját, mert egy kakas van benne. A róka az éj leple alatt felfalja a kakast, és másnap siránkozik, hogy ellopták. A gazda megszánja és ad egy kakast neki. Így jár a ravaszdi háztól-házig, éjszakáról-éjszakára, míg nem, emberére akad… |                                     |                |                                 |                      |
| 4 | A kismalac és a farkasok            | Hrotkó Károly  | Jankovics Marcell, Lisziák Elek | 1980. október 9.     |
| Egy kismalac éldegél egyedül az erdő közepén. Egyszer egy ordas farkas arra ólálkodik, meg akarja enni, de a furfangos kismalac forró vizet önt rá. A farkas sem rest, segítségül hívja társait, hogy együttes erővel elfogják a kismalacot. Szerencsére a kismalac a farkasok gyávaságát kihasználva elmenekül. |                                     |                |                                 |                      |
| 5 | A kis gömböc                        | Patkós Irma    | Jankovics Marcell, Lisziák Elek | 1980. október 16.    |
| Lóg a kis gömböc a padláson, és egytől-egyig felfal mindenkit a házban, aki meg akarja őt enni. Egy idő után annyira megtelik, hogy leszakad a tartófáról és kigurul az utcára, ahol mindenkit bekap, aki csak az útjába kerül. Szerencsétlenségére egy furfangos kis kondáslegény is útját szegi, aki bicskájával kiszabadítja a csapdába esett embereket és állatokat. |                                     |                |                                 |                      |
| 6 | Róka koma                           | Szabó Gyula    | Jankovics Marcell, Lisziák Elek | 1980. október 23.    |
| A róka számos alkalommal rászedi a farkast, ezért a farkas elhatározza, hogy elégtételt vesz és megeszi a rókát. Azonban a rókának, agyafúrt állat lévén, mindig sikerül túljárni a farkas eszén és elmenekülni a karmai elől. |                                     |                |                                 |                      |
| 7 | A macskacicó                        | Zsolnay Margit | Jankovics Marcell, Lisziák Elek | 1980. október 30.    |
| A király legkisebb fiának az erdőben kell menyasszonyt találnia, de ott csak egy macskacicóval találkozik. A cicó szívesen lesz a herceg mátkája, csakhogy a király kérésére egy virágcsokrot és arannyal megszőtt kendőt kell készítenie. Mikor az ifjú herceg be akarja mutatni a macskát a királynak, az gyönyörű hercegnővé változik. |                                     |                |                                 |                      |
| 8 | Eb, aki a kanalát meg nem eszi      | Bánhidi László | Jankovics Marcell, Lisziák Elek | 1980. november 6.    |
| Mátyás, a magyarok híres és igazságos királya, magához rendeli a juhászt, hogy megtréfálja és megjutalmazza, amiért őt vendégül látta házában. A király hajdúi csak úgy engedik be a palotába az öreget, ha megígéri, hogy megosztja velük az ajándékot. Az ebédnél csak a pásztor nem kap kanalat, de furfangos ember lévén a kenyér héjával kanalazza ki a levest. Az ebéd végeztével, azt mondja: eb, aki a kanalát meg nem eszi! Persze sem a király, sem a többi vendég nem tudja követni a példáját. |                                     |                |                                 |                      |
| 9 | Zöld Péter                          | Tolnay Klári   | Jankovics Marcell, Lisziák Elek | 1980. november 13.   |
| A félárva kisfiú segít egy halon, egy madáron és egy rózsabokron. Viszonzásul segítenek neki elnyerni a hercegnő kezét. |                                     |                |                                 |                      |
| 10 | Méhek a vonaton                     | Avar István    | Jankovics Marcell, Lisziák Elek | 1980. november 20.   |
| Az állomásfőnök parancsot kap, hogy küldje tovább a méhkaptárral teli vonatot. Ez idő alatt mit sem sejtve, a méhek mézet gyűjtenek a mezőn. Mikor visszatérve a vonat hűlt helyét találják, dühükben mindenkit összecsípnek. A levert kalauz rögtön elrendeli, hogy a méhkaptárral teli vagon forduljon vissza. |                                     |                |                                 |                      |
| 11 | Az égig érő paszuly                 | Szabó Gyula    | Jankovics Marcell, Lisziák Elek | 1980. november 27.   |
| A szegény asszony fia egyetlen vagyonukat - egy tehénkét - elcseréli egy mágikus paszulyra. A babból egy égig érő növény fejlődik ki. Nekibátorodva, a fiúcska felmászik az égre a bab hosszú szárán. Ott egy házra lel, aminek az ura egy háromfejű sárkány. A legénykének se kell több, megöli a sárkányt, és magához veszi egyetlen vagyonát, egy arany tojást tojó tyúkot. |                                     |                |                                 |                      |
| 12 | A kicsi dió                         | Bánffy György  | Jankovics Marcell, Lisziák Elek | 1980. december 4.    |
| Élt egy szegény ember rengeteg sok gyermekkel. Egy nap, mikor élelmet indul keresni fiainak, találkozik az ördöggel, és tudta nélkül eladja neki születendő fiát egy varázsdióért cserébe. Az alku úgy szól, hogy amit az ember a házánál nem tud, azt adja oda a csodanövényért. A szegény ember és gyermeke, Szent Péter és Szent Pál segítségével menekülnek meg az ördög szégyenletes terve elől. |                                     |                |                                 |                      |
| 13 | A szegény csizmadia és a szélkirály | Szabó Gyula    | Jankovics Marcell, Lisziák Elek | 1980. december 11.   |
| A Szélkirály ajándékul ad egy varázs bárányt a szegény csizmadiának, azzal a feltétellel, hogy nem szabad kipróbálnia, míg haza nem ér. A hazaúton a csizmadia betér az egyik komájához, ahol kikotyogja a titkot. Az asszony és férje, míg a csizmadia alszik egy közönséges bárányra cseréli a csodaállatot. Ezután a Szélkirály egy abroszt és egy botot ad a csizmadiának, de ezek sem közönséges tárgyak. A harmadik ajándék segítségével sikerül a szegényembernek mindenét visszaszereznie.         |                                     |                |                                 |                      |

## Második évad (1979)
| # | Epizód címe                    | Mesemondó      | Rendező                                | Első sugárzás      |
| --- | ------------------------------ | -------------- | -------------------------------------- | ------------------ |
| 14 | Király kis Miklós              | Szabó Gyula    | Horváth Mária, Jankovics Marcell       | 1981. október 8.   |
| Egyszer az öreg király három lányát el akarják vinni a sötét fellegek. A király visszautasítja, ezért elviszik a napot, a holdat és a csillagokat. Szerencsére akad egy bátor kérő, Miklós, aki számos kalandon át, életét kockáztatva visszaszerzi az ellopott égitesteket. |                                |                |                                        |                    |
| 15 | Az égig érő fa                 | Szabó Gyula    | Haui József, Jankovics Marcell         | 1981. október 15.  |
| Áll egy égig érő fa a királyi udvar közepében. Egy nap óriási szél támad és felrepíti a királykisasszonyt a fa tetejére, egészen a háromfejű sárkány váráig. Sorra jönnek a daliás vitézek, de egyiknek sem sikerül megmenteni a leányt. Szerencsére akad egy bátor ifjú, a kis kondáslegény, aki megküzd a sárkánnyal. |                                |                |                                        |                    |
| 16 | A csókaleányok                 | Molnár Piroska | Hegyi Füstös László, Jankovics Marcell | 1981. október 25.  |
| Egy nap az asszony nagyon megelégeli tizenkét lánya pimaszságát, és dühében azt mondja: “Bárcsak csókává változnátok.” Mihelyt ezt kimondja, a lányokból csóka lesz és mindannyian elrepülnek. Idővel, az asszonynak születik egy fia, aki nővérei történetét megtudva, elhatározza, hogy keresésükre indul. Szerencsésen rájuk talál és visszaviszi őket a szülői házba. |                                |                |                                        |                    |
| 17 | A két koma                     | Szabó Gyula    | Haui József, Jankovics Marcell         | 1981. október 29.  |
| Karácsony közeledtével két szegény ember megpróbál ételt szerezni a családi asztalra. Kalandjaik során, folyton megpróbálják átverni egymást, hiszen mind a kettő a teljes zsákmányt szeretné magáénak tudni. Mivel nem sikerül egyikőjüknek sem a másik fölé kerekedni, végül testvériesen megosztoznak mindenen. |                                |                |                                        |                    |
| 18 | A királykisasszony jegyei      | Molnár Piroska | Horváth Mária, Jankovics Marcell       | 1981. november 3.  |
| Az agyafúrt legény a király kertjében legelteti három kismalacát. A királykisasszonynak megtetszenek a malacok és elkéri őket a fiútól. A fiú nem kér értük egyebet, csak hogy a leány húzza fel a ruháját. Egy nap a király kihirdeti, hogy annak adja a lánya kezét, aki kitalálja, hogy hol vannak anyajegyek a leány testén. |                                |                |                                        |                    |
| 19 | A két aranyhajú fiú            | Molnár Piroska | Haui József, Jankovics Marcell         | 1981. november 12. |
| Míg a herceg a háborúban harcol, a felesége két aranyhajú fiúcskával ajándékozza meg. A vasorrú boszorkány - aki azt szerette volna, hogy az ő lányát vegye el a herceg – elrabolja a babákat, kicserélve őket két kölyökkutyára. Mikor híre megy, hogy a hercegnek kiskutyái születtek, haragra gerjed és megöli a feleségét, majd elveszi a boszorkány lányát. A banya minden próbálkozása ellenére, a két kisbaba és az anyjuk is életben marad, ők pedig elnyerik méltó büntetésüket. |                                |                |                                        |                    |
| 20 | A rókaszemű menyecske          | Molnár Piroska | Molnár Péter, Jankovics Marcell        | 1981. november 19. |
| A varázs róka segítségével, a legifjabb herceg megszerzi a fiatalító madarat az öreg királynak, és elnyeri a királykisasszony kezét. |                                |                |                                        |                    |
| 21 | A bíró okos lánya              | Szabó Gyula    | ifj. Ujvári László, Jankovics Marcell  | 1981. november 26. |
| Mátyás király járja az országot. Egy kis faluba térve látja, hogy a helyi bírónak semmi gondja nincsen. A királynak se kell több, úgy gondolja, hogy próba elé állítja a bírót: foltozzon be egy korsót, nyúzzon meg egy malomkövet, mert ha nem akkor lefejezteti. A bírónak és lányának sikerül minden feladatot megoldani, amit a király kiszab. |                                |                |                                        |                    |
| 22 | A csillagszemű juhász          | Szabó Gyula    | Tóth Pál, Jankovics Marcell            | 1981. december 3.  |
| A szegény ember egyetlen fia elindul szerencsét próbálni. Abba a városba ér, amelynek a királya olyan hatalmas, hogy ha eltüsszenti magát az egész ország népének rá kell mondania: „ Adj Isten egészségére!” A juhászfiúban emberére akad, hisz a fiú csak akkor hajlandó ezt mondani, ha a királykisasszony kezét megkaphatja… |                                |                |                                        |                    |
| 23 | Hamupipőke királyfi            | Szabó Gyula    | Sz. Szilágyi Ildikó, Jankovics Marcell | 1981. december 10. |
| Egyszer volt, hol nem volt, volt egyszer egy gazda, annak volt három fia. Közülük a legkisebb, talán egy kicsit együgyű is volt. Mindenki meglepetésére ő lesz az arany ruhába öltözött lovag, akinek végül sikerül megszereznie az aranypapucsot és ezzel elnyerni királylány kezét. |                                |                |                                        |                    |
| 24 | Egyszemű, kétszemű, háromszemű | Molnár Piroska | Horváth Mária, Jankovics Marcell       | 1981. december 17. |
| Egyszer volt, hol nem volt, volt egyszer egy asszony, kinek volt három lánya: a legöregebbnek három szeme volt, a közbülsőnek egy, míg a legkisebbnek kettő. Az asszony elérkezettnek látja az időt, hogy férjhez adja a lányait. Csakhogy minden kérő a legkisebbet szeretné. Egy varázskecske segítségével sikerül a legifjabb lánynak, anyja és nővérei gonoszságán felülkerekedni és férjhez menni a szeretett legényhez.                                                             |                                |                |                                        |                    |
| 25 | A rátóti csikótojás            | Szabó Gyula    | Haui József, Jankovics Marcell         | 1981. december 26. |
| A rátóti csősz talál egy úritököt. Sem ő, sem a város elöljárói nem láttak még ehhez hasonló teremtményt. Egyetértésre jutnak, hogy nem lehet más csak csikótojás, tehát ki kell költetni. Telik-múlik az idő, a tojásból nem akar előbújni a csikó. Belefáradnak a hiábavaló próbálkozásba és legurítják a tojást a dombról. A bíró látni véli, hogy a darabokra törött tökből tovaszalad egy kiscsikó.                                                                                  |                                |                |                                        |                    |
| 26 | A pulikutya                    | Szabó Gyula    | ifj. Ujvári László, Jankovics Marcell  | 1982. január 3.    |
| Jézus Urunk és Szent Péter, koldus ruhában járnak országról-országra, faluról-falura. Egy nagygazda ember behívja őket éjszakára, cserébe egy fiúgyermekkel áldják meg. Ennek a fiúnak életében nem lesz gondja, mert amit kér az mind rögvest megadatik. Meghallva ezt a szolgáló elrabolja a gyermeket, és neki köszönhetően találnak egy helyet ahol gondtalanul, gazdagságban élhetnek. Egy nap azonban a fiú tudtára jut az igazság és felkutatja igazi szüleit.                     |                                |                |                                        |                    |

## Harmadik évad (1984)
| # | Epizód címe                                         | Mesemondó   | Rendező                                  | Első sugárzás        |
| --- | --------------------------------------------------- | ----------- | ---------------------------------------- | -------------------- |
| 27 | Holló Jankó                                         | Szabó Gyula | Jankovics Marcell, Horváth Mária         | 1985. augusztus 20.  |
| Holló Jankó elindul szolgálatot keresni. Útközben segít a hangyának,a hollónak és a halnak. Ezért mindegyikük egy-egy sípot ad neki ajándékba,ha szüksége lesz rájuk,csak fújjon bele. Elszegődik a királyhoz,aki olyan feladatot ad neki,hogy szüksége van az állatok segítségére. Végül olyan jól látja el feladatát,hogy a király rengeteg aranyat ad szolgálataiért. |                                                     |             |                                          |                      |
| 28 | A tű, a kutya, a rák, a tojás és a kakas vándorútja | Szabó Gyula | Jankovics Marcell, Madarász Zoltán       | 1985. augusztus 25.  |
| A tű, a kutya, a rák,a tojás és a kakas elindulnak vándorútra. Estére beköltöznek a rókák tanyájára. Mikor a rókák megérkeznek rablókörútjukról, a tű és társai megleckéztetik őket. |                                                     |             |                                          |                      |
| 29 | Előbb a tánc azután a lakoma                        | Szabó Gyula | Jankovics Marcell, Haui József           | 1985. szeptember 1.  |
| A szegény ember a csodahegedűjével megtáncoltatja az uzsorás gazdát, a hivatalnokokat, a csendőröket, a katonákat, a királyokat, az ellenséges hadsereget. Csodaasztalával pedig megeteti a szegényeket. |                                                     |             |                                          |                      |
| 30 | Ábelesz-kóbelesz                                    | Szabó Gyula | Jankovics Marcell, Hegyi Füstös László   | 1985. szeptember 8.  |
| A király nagy bajában az ördögnek ígéri meg nem született leányát. Az ördög el is viszi a szegény királylányt 15 éves korában a pokolba,de onnan a lány Jancsi segítségével megszökik,majd megesküsznek. |                                                     |             |                                          |                      |
| 31 | A szegény ember szőlője                             | Szabó Gyula | Jankovics Marcell, Horváth Mária         | 1985. szeptember 15. |
| A szegény ember három fia közül csak a legkisebbik tudja megőrizni a szőlőt, mert enni adott a békának. A béka hálából három csodaparipát bocsát a rendelkezésére. Ezek segítik a fiút a királykisasszony kezének elnyerésében. |                                                     |             |                                          |                      |
| 32 | A székely asszony és az ördög                       | Szabó Gyula | Jankovics Marcell, ifj. Ujvári László    | 1985. szeptember 22. |
| A székely asszony a világon mindent a visszájára csinál. Férje egy ravasz csellel megszabadul tőle. Az ördög veszi a nyakába, de nem tudja lerázni. Az ördögöt egy katona szabadítja meg, ezért az ördög hálából királyt csinál belőle. |                                                     |             |                                          |                      |
| 33 | A mindent járó malmocska                            | Szabó Gyula | Jankovics Marcell, Kricskovics Zsuzsanna | 1985. szeptember 29. |
| A szegény ember két pici ökrét elkívánja a királyúrfi és egy mindent járó malmocskát adnak neki érte. Hazafelé menet sikerül egy csodabotot és egy csodakalapot szereznie. Nemsokára ezzel menti meg az országot. |                                                     |             |                                          |                      |
| 34 | Diódénes                                            | Szabó Gyula | Jankovics Marcell, Hegyi Füstös László   | 1985. október 6.     |
| A kis tehénpásztortól elcsavarognak a tehenek s emiatt nagy bajba jut, ahonnan is ravaszul kivágja magát. |                                                     |             |                                          |                      |
| 35 | Pinkó                                               | Szabó Gyula | Jankovics Marcell, Kricskovics Zsuzsanna | 1985. október 13.    |
| Az ördög kisfia megeszi a szegény favágó puliszkáját, ezért apja parancsára szolgálnia kell nála 3 évig,mialatt is a szegény ember meggazdagszik. |                                                     |             |                                          |                      |
| 36 | A sündisznó                                         | Szabó Gyula | Jankovics Marcell, Haui József           | 1985. október 20.    |
| A boltos,a király és a szegény ember egymásután eltévednek az elátkozott erdőben s mindhármukat egy elvarázsolt királyfi vezeti ki sündisznó képében. A végén elnyeri az egyik királylány kezét és nagy lakodalmat csapnak. |                                                     |             |                                          |                      |
| 37 | A szorgalmas és a rest leány                        | Szabó Gyula | Jankovics Marcell, Lőrincz László        | 1985. október 27.    |
| A szorgalmas lányt mostohaanyja elküldi szolgálni. Egy év után arannyal, ezüsttel és más kincsekkel tér haza. Mikor ezt meglátja a gonosz asszony saját lányát is elküldi szolgálni,de mivel lusta véresen és tépetten érkezik haza otthonában. |                                                     |             |                                          |                      |
| 38 | A csillagász, a lopó, a vadász meg a szabó          | Szabó Gyula | Jankovics Marcell, Kricskovics Zsuzsanna | 1985. november 3.    |
| A szegény ember 4 fia kitanul egy-egy mesterséget. A királykisasszonyt elrabolja a sárkány. A 4 fiatalember mesterségük segítségével visszaviszi a királynak leányát. A király hálából az országból négy tartományt ajándékoz nekik. |                                                     |             |                                          |                      |
| 39 | A talléros kalap                                    | Szabó Gyula | ifj. Ujvári László                       | 1985. november 10.   |
| Három diák találkozik egy parasztemberrel. A diákok éreztetni akarják,hogy többet tudnak az öregembernél,ám ő rászedi őket. |                                                     |             |                                          |                      |

## Negyedik évad (1989-90)
| # | Epizód címe                             | Mesemondó   | Rendező                                    | Első sugárzás      |
| --- | --------------------------------------- | ----------- | ------------------------------------------ | ------------------ |
| 40 | A mezei nyúl és a sündisznó             | Szabó Gyula | Horváth Mária, Gyapai Tamás                | 1991. augusztus 3. |
| A kérkedő mezei nyúl futóversenyre hívja ki a sündisznót. A sündisznó cselt eszel ki. Feleségével elhelyezkednek a pálya két végén, s mivel a nyúl nem tudja megkülönböztetni őket egymástól elhiszi, hogy a sündisznó könnyedén legyőzte őt. |                                         |             |                                            |                    |
| 41 | Az állatok beszéde                      | Szabó Gyula | Horváth Mária, Hajdu Marianna              | 1991. május 10.    |
| Egy juhászlegény megmenti a Kígyókirály fiát a tűzhaláltól, s az hálából megajándékozza őt. Két választása van: vagy érteni fogja az állatok beszédét, vagy kap egy tarisznya pénzt. A legény gondolkodóba esik. Mindkettő jó volna, de ilyen alkalom, hogy az állatok beszédét megértse, nem lesz több. Így ezt választja. Hamarosan kiderül, hogy jól választott, mert két kismadár beszélgetését kihallgatva egy nagy tál pénzre bukkan, s így már a gazdagság is az övé lesz.                                  |                                         |             |                                            |                    |
| 42 | A hét kecskegida                        | Szabó Gyula | Horváth Mária, Vágó Sándor                 | 1991. május 18.    |
| Egy kecskének volt hét gidája. Egyszer a farkas meglesi, amint az öreg kecske elmegy otthonról, fondorlattal bejut a házba, s megeszi a gidákat. A legkisebb gida azonban elbújt a farkas elől, így a hazaérkező anyjának elmondja a történteket. A kecske megkeresi a jóllakott, békésen szunyókáló ordast, a hasát felvágja, s kiszabadítja fiait. A helyükre berakott kövek, a szomjasan ébredő farkast behúzzák a patakba, ahol megfullad.                                                                     |                                         |             |                                            |                    |
| 43 | Pirosmalac                              | Szabó Gyula | Horváth Mária, Hajdu Marianna              | 1991. május 25.    |
| Volt egy asszony, akinek sohasem volt gyereke. Egyszer azt mondta, nem bánná már, ha a jóisten egy kutyakölyköt adna neki, azt is felnevelné. Nemsokára egy kismalaca született, akit Pirosmalacnak nevezett, s úgy bánt vele, mint egy gyerekkel, még iskolába is járatta. A szomszéd fiú egyszer megleste Pirosmalacot, amint leveti a malacbőrt, s gyönyörű lánnyá változik. Feleségül kérte, s az esküvő után, mikor levette a malacbőrt, az anyósa elégette azt, hogy ne tudjon többé visszaváltozni          |                                         |             |                                            |                    |
| 44 | Kecskekatonaság (K.u.K.)                | Szabó Gyula | Horváth Mária, Pál Nagy Balázs             | 1991. június 1.    |
| Egy katonaviselt fiú a kecskéit trenírozza, nagy sikerrel. |                                         |             |                                            |                    |
| 45 | A bugyuta ember                         | Szabó Gyula | Horváth Mária, Gyapai Tamás                | 1991. június 8.    |
| Volt egy asszony, s annak egy bugyuta férje. Elküldte egyszer egy tehénkével a vásárba, hogy adja el. Az ember elcserélte egy disznóra, majd azt is tovább, míg végül a tehénkéből egy fenőkő lett, amit hazafelé menet beleejtett egy patakba, s így üres kézzel tért haza. Az asszony nem küldte bugyuta férjét. |                                         |             |                                            |                    |
| 46 | A béka, a kolbász és az egér            | Szabó Gyula | Horváth Mária, Gyapai Tamás                | 1991. június 15.   |
| A béka, a kolbász és az egér elhatározzák, hogy barátok lesznek, együtt fognak lakni, a teendőket pedig beosztják maguk között. Így felváltva végzik a házimunkákat. A kolbász főz legjobban, mert a levesbe belefőzi magát is. Amikor a béka utánozni akarja, leforrázza magát, s azóta van varasbéka. A barátságuk azonban felbomlott. |                                         |             |                                            |                    |
| 47 | A medve és a macska                     | Szabó Gyula | Horváth Mária                              | 1991. június 22.   |
| A medve és a macska elhatározzák, hogy építenek egy házat maguknak. Amikor eljön az ősz, felraknak egy bödön zsírt és egy bödön mézet a padlásra, hogy legyen télire ennivalójuk. Amíg a medve téli álmát alussza, a macska megeszik mindent, s mikor barátja felébred, s a részét követeli, túljár annak eszén és tovább áll. |                                         |             |                                            |                    |
| 48 | A szegény ember kilenc tyúkja és kakasa | Szabó Gyula | Horváth Mária, Nagy Lajos, Balajthy László | 1991. június 29.   |
| Mese egy szegény emberről, aki ravaszságot tanul a rókától, s végül még annak eszén is túljár. |                                         |             |                                            |                    |
| 49 | Pelikánmadár                            | Szabó Gyula | Horváth Mária, Toró Annamária              | 1991. július 6.    |
| Egy öreg királynak elveszett a széphangú pelikánmadara. Szépséges lánya kihirdette, annak lesz csak felesége, aki visszahozza azt. Sok királyfi próbálkozott, de hiába. Végül a jólelkű szép szolgalegény állja ki a próbákat, visszahozza a madarat, s feleségül veszi a királylányt. |                                         |             |                                            |                    |
| 50 | A gazdag ember három fia                | Szabó Gyula | Kricskovics Zsuzsanna, Horváth Mária       | 1991. július 13.   |
| Egyszer egy gazdag embernek, aki uzsorás volt egész életében, azt mondta a pap, hogy ezért pokolra kerül. Három fiát mesterségre tanítatta, s az inasévek elteltével a fiúk büszkélkedtek végórája felé közeledő apjuknak, hogy milyen sokra vitték mesterségükben. A gazdag ember elhivatta a papot, s hogy megváltsa magát a pokoltól, minden vagyonát a szegényekre hagyta, hiszen fiai megélnek már a jég hátán is. Így maradt hoppon a három fiú.                                                             |                                         |             |                                            |                    |
| 51 | A hólyag, a szalmaszál és a tüzes üszök | Szabó Gyula | Horváth Mária                              | 1991. július 20.   |
| A hólyag, a szalmaszál és a tüzes üszök világot látni mennek. Egy vízhez érkeznek. A hólyag és a szalmaszál könnyedén átúsznak. A parázs fél, hogy kialszik, így arra kéri barátait, hogy vigyék át. A szalmaszál a parázstól elég, a parázs a víztől kialszik, a hólyag pedig megpukkad nevettében. |                                         |             |                                            |                    |
| 52 | A király kenyere                        | Szabó Gyula | Horváth Mária, Király László               | 1991. július 20.   |
| Az egyszeri király megunta, hogy minduntalan paprikás csirkét és egyéb zsannamannát kell ennie. Szigorú parancsba adja, olyan ebédet tálaljanak neki, amit még nem evett. Szakácsa mindent megtesz, de hiába. Félelmében inkább megszökik. Ezt hallván a király kísérőivel a nyomába ered. Mire utolérik, a király úgy megéhezik, hogy a szakácsnál talált kenyeret, mely egyébként a szegények eldele, nyomban megeszi. Ez azonban olyan nagyon ízlik neki, hogy ettől kezdve nem hiányozhat asztaláról a kenyér. |                                         |             |                                            |                    |

## Ötödik évad (1995)
| # | Epizód címe                                    | Mesemondó   | Rendező                            | Első sugárzás     |
| --- | ---------------------------------------------- | ----------- | ---------------------------------- | ----------------- |
| 53 | A katona szerencséje                           | Szabó Gyula | Jankovics Marcell, Horváth Mária   | 1996. január 2.   |
| A szegény katona találkozott egy vén boszorkánnyal, aki elárulta neki, hogyan gazdagodhatna meg. Vígan is élt, amíg el nem fogyott a pénze. Kalandjai során egy varázsdoboz és három kutya segítette, végül pedig elnyerte a királykisasszony kezét. |                                                |             |                                    |                   |
| 54 | Koplaló Mátyás                                 | Szabó Gyula | Jankovics Marcell, Horváth Mária   | 1996. január 9.   |
| Volt egyszer egy örökké éhező ember, Koplaló Mátyás. Nagy nyomorúságában már-már felakasztotta magát, amikor összeakadt az ördöggel. Sikerült kicsalni tőle egy mázsa aranyat. Később a pokolbéliek vissza szerették volna csalni az aranyat, ám Koplaló Mátyás mindig túljárt az eszükön. Nem is éhezett többé. Mikor aztán meghalt, az ördögök nem merték befogadni a pokolba, ám Szent Péter sem engedte be a mennyországba. Így Koplaló Mátyás azóta is ott csücsül a mennyország kapuja előtt.                  |                                                |             |                                    |                   |
| 55 | A banya                                        | Szabó Gyula | Jankovics Marcell, Toró Annamária  | 1996. január 16.  |
| A szegény ember három fia meg akart házasodni, ám az apjuk csak annak az egynek engedte meg, aki a legszebb virágot, kendőt és a legszebb leányt szerzi meg. A két nagyobbik fivérnek könnyű dolga volt, hiszen volt már kedvesük a faluban, de a kisebbik egy vén banyához kellett segítségért forduljon. Mégis neki sikerült a legszebb virágot és kendőt hoznia, a vén banya pedig világszép királykisasszonnyá változott. Meg is ülték a lakodalmat, és a másik két fivér is megházasodhatott öccsük jóvoltából. |                                                |             |                                    |                   |
| 56 | Prücsök                                        | Szabó Gyula | Jankovics Marcell, Horváth Mária   | 1996. január 23.  |
| Prücsök, a szegény csizmadia elhitette a világgal, hogy ő mindent tud. Meg is hallotta ezt a király, magához rendelte, és ráparancsolt, mondja meg, hogy hová tűnt a királyné kedvenc gyűrűje. Megijedt a csizmadia, hogy most majd kitudódik a turpisság, ám a szerencse melléje szegődött és hat nagy szekér arannyal térhetett haza. |                                                |             |                                    |                   |
| 57 | A kőleves                                      | Szabó Gyula | Jankovics Marcell, Pál Nagy Balázs | 1996. január 30.  |
| A rongyos, háborúból visszatérő katona kéregetni kezd a faluban élelemért, de senki nem szánja meg. Ekkor cselhez fordul: fazekat meg vizet kér egy öregasszonytól, hogy egy darab kőből levest főzzön. Rendre kicsal tőle aztán sót, zsírt, kolbászt és krumplit, és így elkészül a “kőleves”. |                                                |             |                                    |                   |
| 58 | A halhatatlanságra vágyó királyfi              | Szabó Gyula | Jankovics Marcell, Horváth Mária   | 1996. február 6.  |
| Volt egyszer egy királyfi, aki nem akart meghalni. Elment ezért Halhatatlanországba, ott is annak királynéjához. Egy idő után azonban meg akarta látogatni öreg szüleit. Ám kiderült, hogy közben háromezer év telt el, így szüleit nem találta meg. Viszont rátalált a halál, aki azonnal el akarta ragadni, ám a halhatatlan királynétól kapott cipő segítségével vissza tudott menekülni Halhatatlanországba, ahol még most is él, hacsak meg nem halt.                                                           |                                                |             |                                    |                   |
| 59 | A pityke és a kökény                           | Szabó Gyula | Jankovics Marcell, Horváth Mária   | 1996. február 13. |
| A pityke talált egy szem kökényt. Gyorsan bekapta, ám a torkán akadt. Segítséget kért a kakastól, az pedig sorra a fától, a koszorústól, a cipésztől, a macskától, a tehéntől, a kaszástól és a kenyerestől, de mindenki kért valamit cserébe. Mire mindent beszerzett, a pityke megfulladt. |                                                |             |                                    |                   |
| 60 | Tancika Marcika                                | Szabó Gyula | Jankovics Marcell, Nagy Lajos      | 1996. február 20. |
| Az özvegy király kihirdeti, hogy feleségül veszi azt a lányt, aki csepűből aranyfonalat tud fonni. Sikerül is ez a ragyás képű, vénecske, sánta lánynak egy ördög segítségével, akinek azonban meg kell ígérnie, hogy egy esztendő múltán az övé lesz testestül-lelkestül, hacsak ki nem találja addig a nevét. A király kénytelen-kelletlen feleségül veszi a lányt, már-már meg is barátkozna vele, ám a királyné egyre szomorúbbá vált. Szerencsére a király véletlenül megtudja az ördög nevét.                  |                                                |             |                                    |                   |
| 61 | Péter és Pál                                   | Szabó Gyula | Jankovics Marcell, Nagy Lajos      | 1996. február 27. |
| A szegény, de furfangos Péter egyetlen kakasát odaajándékozta az uraságnak, aki megkérte, ossza el hattagú családja közt a kakast. Az osztás nagyon tetszett az uraságnak, ezért gazdagon megjutalmazta Pétert. Látván ezt a gazdag és kapzsi Pál, ő meg öt kakast adott az uraságnak. Ám amikor el kellett volna ossza köztük, megállt a tudománya, így ezt is Péternek kellett megoldania. Ötletesen kivágta magát, megint megjutalmazták, Pál butaságát pedig botütéssel jutalmazták.                             |                                                |             |                                    |                   |
| 62 | A királykisasszony cipője                      | Szabó Gyula | Jankovics Marcell, Horváth Mária   | 1996. március 5.  |
| A mese egy kevély királykisasszonyról szól, aki minden kérőjét kikosarazta. Felhizlalt bolhák bőréből készített cipőt, és kihirdette, annak adja kezét, aki kitalálja, miből készült az ő cipője. Egy koldusnak öltözött herceg egy kis furfanggal megtudta a titkot, és a lány kénytelen-kelletlen hozzáment. Utána alaposan megleckéztette azzal, hogy szegény asszonyként megdolgoztatta és megaláztatta, így az örökre kigyógyult a kevélységből.                                                                |                                                |             |                                    |                   |
| 63 | Hamupipőke                                     | Szabó Gyula | Jankovics Marcell, Toró Annamária  | 1996. március 12. |
| Az ismert mese baranyai népi változata szerint Hamupipőke bál helyett misére megy az angyaloktól kapott szép ruhában, munkájában maga a jó Isten segíti, a királyfi pedig a templom küszöbét enyvezi be, hogy a lány cipője beleragadjon. Amikor a királyfi Hamupipőke keresésére indul, egy kakas árulja el választottja rejtekhelyét. |                                                |             |                                    |                   |
| 64 | Tréfás farkas                                  | Szabó Gyula | Jankovics Marcell, Nagy Lajos      | 1996. március 19. |
| Volt egyszer egy szegény ember, annak pedig egy lova, egy berbécse és egy disznója. Télen nem adott nekik enni, tavasszal pedig kicsapta őket az erdőre. Egyik tavasszal mennek ki az erdőbe, és sorra találkoznak a farkassal. Kikönyörgik, hogy csak ősszel egye meg őket, amikorra majd meghíznak. Azonban mindhárman túljárnak a farkas eszén és megszabadulnak. A végén pedig a farkast – saját tréfájának köszönhetően – fejszével agyonütik.                                                                  |                                                |             |                                    |                   |
| 65 | A király, aki nem akarja férjhez adni a lányát | Szabó Gyula | Jankovics Marcell, Toró Annamária  | 1996. március 26. |
| A mese egy öreg királyról szól, aki féltésből nem akarta a lányát férjhez adni. Egy bátor herceg azonban kiszabadítja őt apja fogságából, csókjaival pedig visszaváltoztatja a sorra nyuszivá, oroszlánná és sárkánnyá vált királylányt. A menyegzőn megbékél az öreg király is, így a fiatalok boldogan kelhettek egybe. |                                                |             |                                    |                   |

## Hatodik évad (2002)
| # | Epizód címe                         | Mesemondó   | Rendező                   | Első sugárzás |
| --- | ----------------------------------- | ----------- | ------------------------- | ------------- |
| 66 | A szegény ember hegedűje            | Szabó Gyula | Nagy Lajos                | ?             |
| Volt egy királynak három lánya, de a két idősebb annyira gonosz lelkű, hogy irigységből, - mivel nem lehet övék a veres szoknya - még a testvérgyilkosságtól sem riadnak vissza. Hiába rejtik el testvérüket egy hegedűbe, azonban a szegény favágó rátalál. Vándorlása során éppen annak a királynak a városába ér, akinek lányával ez a szörnyűség történt. A gonosz királylányok istentelenségére éppen az a csodálatos hegedű szomorú éneke derít fényt, amelyikbe legkisebb testvérüket rejtették.   |                                     |             |                           |               |
| 67 | A kékfestőinas                      | Szabó Gyula | Horváth Mária             | ?             |
| A szegény fiúcska azt álmodja, hogy övé lesz egyszer a király lánya. De álmát senkinek nem árulja el, még a királynak sem, míg az valóra nem válik. |                                     |             |                           |               |
| 68 | Hetet egy csapásra                  | Szabó Gyula | Horváth Mária             | ?             |
| A szegény szűcs akkora vitézségre tesz szert ( hét legyet ütött egy csapásra ), hogy elindul szerencsét próbálni, és még az ördögök eszén is túljár. |                                     |             |                           |               |
| 69 | A kerek kő                          | Szabó Gyula | Horváth Mária             | ?             |
| A szegény halász hálójával hal helyett egy kerek követ fog ki. Hazaviszi gyermekeinek, játék közben az gyémánttá fényesedik. Elviszik a királynak ajándékba. A jutalom sem marad el, és a gazdag szomszédot is megleckéztetik. |                                     |             |                           |               |
| 70 | A kővé vált királyfi                | Szabó Gyula | Horváth Mária             | ?             |
| A két királyfi elindul világot látni. Útjuk kettéválik egy nagy fánál. Az idősebb sorsa rosszra fordul, testvére a segítségére siet, és túljár a boszorkány eszén. |                                     |             |                           |               |
| 71 | Szegény ember meg a lova            | Szabó Gyula | Horváth Mária             | ?             |
| A szegény ember lova elhatározza, hogy szerez magának egy társat, hogy ketten húzzák majd a szekeret. Erdei kalandja során farkasbundára tesz szert. |                                     |             |                           |               |
| 72 | A kis kakas és a sövény             | Szabó Gyula | Nagy Lajos                | ?             |
| Egy balatonfelvidéki láncmese, melyben a kis kakas ártatlan kapirgálása váratlan képtelenségek lavináját indítja el. A sövény kidől bánatában, szarka szép farkát kitépi, fa lenyesi ágait, őz elűzi fiait, kútban a víz vérré válik, szolgálólány szétveri fején a dézsát, falra kenik a kovászt, az apa leberetválja szép szakállát, a legény is levágná a négy ökör minden lábát, ha a katona véget nem vetne ennek az önpusztító folyamatnak.                                                         |                                     |             |                           |               |
| 73 | A papucsszaggató királykisasszonyok | Szabó Gyula | Nagy Lajos                | ?             |
| Az öreg király megelégelte, hogy lányai minden éjjel 12 pár papucsot szaggatnak el, és nagy fizetséget ígért annak, aki rájön, hogy hol szaggatják szét lányai a papucsokat. A rejtélyt a juhászlegény oldja meg. Kilesi a lányokat, és még a pokolba is követi őket, ahol látja, hogy az ördöggel hajnalig borotvákon táncolva-mulatva kopnak el a lányok papucsai. Bizonyítékokat gyűjt, s ezeket felmutatván az öreg királynak megoldja a rejtélyt. Elnyerve ezzel a legkisebb királykisasszony kezét. |                                     |             |                           |               |
| 74 | Angyalbárányok                      | Szabó Gyula | Horváth Mária             | ?             |
| Spirituális mese az égi és földi világ találkozásáról. Egy titokzatos öregember bárányainak legeltetése, a három fiútestvér próbatétele. |                                     |             |                           |               |
| 75 | Szusza                              | Szabó Gyula | Nagy Lajos                | ?             |
| A módos szász gazdát az élet nemcsak a gazdagság és jólét "terhével" ajándékozta meg, de "kárpótolta" is egy bolondforma, buta, dologkerülő feleséggel is. Minél inkább próbált Szusza "a férje kedvébe járni", annál inkább fogyott a gazda türelme. Végül is egy furfangos ötlettel szabadul meg feleségétől, aki azt sem tudta már megállapítani kicsoda is ő valójában. |                                     |             |                           |               |
| 76 | Az aranyszőrű bárány                | Szabó Gyula | Nagy Lajos, Horváth Mária | ?             |
| Hogyan lehet megnevettetni a fekete város szomorú királylányát. Legelőször is kell hozzá egy szegény pásztorfiú és egy aranyszőrű bárány. Majd egy lány, egy sütőlapát, egy pap, egy pálca és egy öregasszony, akik furulyaszóra egymáshoz érve táncolnak. A film végén vidám lesz a királylány, a pásztorfiú, de még a fekete város is. |                                     |             |                           |               |
| 77 | A bűbájos lakat                     | Szabó Gyula | Horváth Mária             | ?             |
| A szegényasszony fia az ördögöktől elcsent bűbájos lakat segítségével teljesíti a király kívánságait, és megszerzi a királykisasszony kezét. |                                     |             |                           |               |
| 78 | Cerceruska                          | Szabó Gyula | Horváth Mária             | ?             |
| A két testvért elűzi otthonából a mostoha. Az erdőben bolyongva a kishúg állatnyomból iszik, őzzé változik. A vadászó király hazaviszi őket. Cerceruskából királyné lesz. A gonosz szakácsné ármánykodásával a saját lányát ülteti trónra. Végül a testvéri szeretet mindent jóra fordít. |                                     |             |                           |               |

## Hetedik évad (2005-07)
| # | Epizód címe                | Mesemondó   | Rendező       | Első sugárzás    |
| --- | -------------------------- | ----------- | ------------- | ---------------- |
| 79 | A háromágú tölgyfa tündére | Szabó Gyula | Horváth Mária | 2006. március 4. |
| Mese a Zöld királyfiról, aki az állatoktól megtudja a titkot, és segítségükkel megtalálja a tölgyfát, melynek ágaiból tündérek születnek. De a gonosz boszorkány közbelép… |                            |             |               |                  |
| 80 | Gyöngyvirág Palkó          | Szabó Gyula | Horváth Mária | 2006. március 5. |
| A mese Palkó királyfi - aki törpe maradott, mint egy törpe - szomorú, boldog története. A csodálatos gyöngyvirág segítségével jut el Törpeországba, ott boldogan él és sok gyereke lesz. |                            |             |               |                  |
| 81 | A víz tündére              | Szabó Gyula | Nagy Lajos    | ?                |
| A leszegényedett molnárt úgy teszi gazdaggá a víz tündére, ha neki adja azt a "lelkes állatot", amiről éppen nem tud. Hát ez a "lelkes állat" éppen a saját gyermekük. Hiába óvják, a víz tündére mégis elrabolja, majd a feleségétől is elszakítja. Egy titokzatos öreganyó segítségével azonban a felesége rátalál, de a víz tündére újból elszakítja őket egymástól. A mese végén azonban újra egymásra találnak - és sok gyermekük születik.                                                             |                            |             |               |                  |
| 82 | Fából faragott Péter       | Szabó Gyula | Nagy Lajos    | ?                |
| Egy jó gazdaember végső elkeseredésében, hogy soha gyermekük nem születik, elmegy az erdőbe és fából farag egy fiút. Reggelre, mikor a Nap is felébred, a fa gyermek megelevenedik - életre kel. Ő egy Nap hérosz, és fordulatokban is gazdag életútjáról szól ez a film. Két aranyökör segítségével még az örök sötétség fogságából is megszabadul, és még a mai napik "folytatja" a királyságot, osztja ránk "éltető forgácsait".                                                                          |                            |             |               |                  |
| 83 | Hogyan telt a gyermekkorom | Szabó Gyula | Horváth Mária | ?                |
| … Hidegországban meg olyan hideg volt, hogy amikor az ember kimondta a szót, az rögtön odafagyott a szájához, és csak aki olvasni tudott, az értette a másikat… Hát ilyen és ehhez hasonló nagyotmondások sora ez a „hazudós” népmese. |                            |             |               |                  |
| 84 | Kiskondás                  | Szabó Gyula | Horváth Mária | ?                |
| A fiú, aki eddig malacokat őrzött, elindul szerencsét próbálni. Miután legyőzi a lustaságát és a mohóságát, elérkezik a királyi palotához. Az útközben talált állatok segítségével elnyeri a királykisasszony kezét. |                            |             |               |                  |
| 85 | Nyúlpásztor                | Szabó Gyula | Nagy Lajos    | ?                |
| A király nincs megelégedve az eladó sorban lévő lányának kezéért kihirdetett verseny eredményével, mivel egy jöttment fiú nyerte azt el. A király elhatározza, hogy olyan próba elé állítja, aminek segítségével megszabadulhat tőle: megteszi nyúlpásztornak. Egy öregasszony segítségével, aki a “csillagokból” érkezik és egy “csodasípot” ad neki, a fiú ezt a próbát is kiállja. Igazából a furfangossága révén a fiú túljár a király és a lánya eszén. Végül elnyeri nemcsak a királylányt, hanem a... |                            |             |               |                  |

## Nyolcadik évad (2008)
| # | Epizód címe                       | Mesemondó   | Rendező       | Első sugárzás |
| --- | --------------------------------- | ----------- | ------------- | ------------- |
| 86 | Az elátkozott kastély             | Szabó Gyula | Nagy Lajos    | ?             |
| Egyszer egy szegény özvegyasszony megbetegszik, és meghal – de semmit nem tud a lányára hagyni. A lány elmegy hazulról kéregetni, de hiába, senki nem ad neki semmit, inkább dolgozni küldik. Igen ám, de a lány nagyon rest volt – inkább megpróbál a ravaszságával boldogulni. A királyt is becsapja, aki éppen a kastélyát árulja annak, aki cseppet sem alkuszik. Így jut be a kastélyba, aminek ahány nap, annyi ablaka van, ahány hét, annyi ajtaja van, s ahány hónap, annyi szobája van.                   |                                   |             |               |               |
| 87 | Az aranybornyú                    | Szabó Gyula | Nagy Lajos    | ?             |
| A király elkergette otthonról gyermekeit, mert nem találtak maguknak menyasszonyt illetve vőlegényt a saját országukban. Addig vándorolnak, míg egy csodálatos erejű fához érnek. A fa leveleivel, meg az életvízzel, amit a fa melletti patakból merítenek, meggyógyítják a szomszéd országbéli beteg királyfit, akiben a királylány megtalálja élete párját. A királyfi tovább vándorol, és egy titokzatos kovácsmester segítségével – egy aranybornyúban elrejtőzve – meglesi az eladósorban lévő...            |                                   |             |               |               |
| 88 | Köcsögkirály                      | Szabó Gyula | Nagy Lajos    | ?             |
| Volt egy király, aki nagyon szomorú volt, mert sánta leányát senki nem tudta meggyógyítani. Köcsög Jankó is felkerekedik szerencsét próbálni. Segít egy öregasszonynak, aki hálából elárulja, hogyan tudja meggyógyítani a sánta királylányt egy aranycsengő segítségével. Ahhoz, hogy a csodatévő csengőt megszerezze, sok nehézséget kell legyőzzön, de Jankó varázslatos képességeivel és furfangjával az óriáskirályt is becsapja, a nagyszakállú Bakaraszt is ártalmatlanítja, és végül meggyógyítja a sánta. |                                   |             |               |               |
| 89 | Marci és az elátkozott királylány | Szabó Gyula | Horváth Mária | ?             |
| Szegény ember szolgálni küldi három fiát, szép ruháért, borért, feleségért. A legkisebb fiú, Marci sorsa a legnehezebb, hiszen egy varangyos békánál teljesíti feladatát, de aztán az ő jutalma lesz a legszebb, övé lesz a békává varázsolt királylány, ő meg elmegy királynak. |                                   |             |               |               |

## Kilencedik évad (2011)
| # | Epizód címe                               | Mesemondó   | Rendező       | Első sugárzás      |
| --- | ----------------------------------------- | ----------- | ------------- | ------------------ |
| 90 | Halász János                              | Szabó Gyula | Nagy Lajos    | 2011. december 23. |
| A Tisza partján élt egy halász kettecskén a feleségével, de szomorúak voltak, mert nem volt gyermekük. Egyszer az öreg, amint éjszaka halászott a Tiszán, a víz egy kis koporsót hozott, benne egy csecsemővel. Nagyon megörvendett, hazavitte és boldogan felnevelték. Együtt nő fel Jancsival a csikó is, amit a tanító tanácsára visznek haza. Ez a csikó nem egy akármilyen csikó volt, hanem táltos, akinek a segítségével Jancsinak sikerül megmenteni a húgocskáját, aki a szomszéd ország sötét...       |                                           |             |               |                    |
| 91 | A kőszívű ember                           | Szabó Gyula | Horváth Mária | 2011. december 24. |
| Három szegény legény elindul feleséget keresni. Útjuk során egy furcsa öregember ad nekik szállást. A bonyodalmak sora akkor kezdődik, amikor nem teljesítik a kőszívű öregnek tett ígéretüket, s az kővé változtatja őket. Közben születik egy okos, jószívű fiútestvérük, aki jóra fordítja az eseményeket. |                                           |             |               |                    |
| 92 | Szóló szőlő, mosolygó alma, csengő barack | Szabó Gyula | Horváth Mária | 2011. december 25. |
| A király ajándékot vesz lányainak, de a legkisebb kérését nem tudja teljesíteni, mert szóló szőlőt, mosolygó almát s csengő barackot nem talál sehol. Hazafele bajba kerül, egy nagy fehér disznó segít rajta, cserébe neki ígéri legkisebb lányát. Na, el is jön a disznó a királylányért, el is viszi taligáján a disznóólba. De aztán láss csudát… |                                           |             |               |                    |
| 93 | A selyemrét                               | Szabó Gyula | Nagy Lajos    | 2011. december 26. |
| Az öreg Vörös király nagyon szomorú, mert nem tud segíteni Zöldkirály barátján, aki a selyemréten lakik, és a gonosz boszorkány ezrével küldi rá a katonaságát, hogy elpusztítsa. De van egy daliás szép fia, aki egy táltos ló és egy varázskard segítségével elindul, hogy legyőzze a boszorkányt – és megmentse a selyemrétet. Megtalálja a Zöld király sátrát, a csodás kard segítségével legyőzik az „ördögkatonákat” és megszabadulnak a boszorkánytól, meg a katonákat ezrével előállító félelmetes...    |                                           |             |               |                    |
| 94 | Sárkányölő Sebestyén                      | Szabó Gyula | Nagy Lajos    | 2011. december 27. |
| A király nagyon gondterhelt és szomorú, mert a sárkányok pusztítják a birkáit, a juhászait, azaz a népét. Elindul egy megmentő hőst keresni. A szegény ember három fia, nem bírva már a nincstelenséget, elhatározzák, hogy elpanaszolják a bajukat a királynak. Így fonódik sorsuk szála, de a próbatételnek csak a legkisebb fiú felel meg, aki képes áldozatot hozni és betartja ígéretét, ezért a király az ő gyerekében találja meg a megmentőt, a hőst, aki méltó lesz a feladatra.                        |                                           |             |               |                    |
| 95 | Mészáros Gyuri                            | Szabó Gyula | Horváth Mária | 2011. december 28. |
| Mit gondolt mit nem Mészáros Gyuri: nem egyebet a nagy semminél, mégis elindult világot látni, ördögökkel viaskodni, boszorkányt megkerimbábóztatni, szép leány feleségül venni, fütyörészve boldogan élni. |                                           |             |               |                    |
| 96 | Az elégedetlen fazék                      | Szabó Gyula | Nagy Lajos    | 2011. december 29. |
| A fazék és a bot megunják egyhangú, szürke életüket és elindulnak a nagyvilágba. Némi kaland után egy véletlen folytán hirtelen gazdagok lesznek – egy fazék aranypénz kerül a birtokukba és gyönyörű álmokat kezdenek szőni jövő életükre nézve. Igen ám, de a bot kapzsisága véget vet a barátságnak. Az orvul megszerzett pénz, gonosztett gyümölcse, csak rosszat hozhat a botra, aki elnyeri végül megérdemelt büntetését.                                                                                  |                                           |             |               |                    |
| 97 | A csudamadár                              | Szabó Gyula | Nagy Lajos    | 2011. december 30. |
| Egy szegény ember erdőn, mezőn gyűjtögeti családja számára a mindennapi betevő falatot, s talál egy szép varjút, melynek szárnyai alatt egy titokzatos írás volt, de írástudatlan lévén nem tudta megfejteni a szavak jelentését. Értette ám a szöveget egy arra vetődő vándor, aki rengeteg pénzt ajánlott a szegény embernek, ha megsüti neki a madarat és megeheti a szívét meg a máját. A szegény ember éhes gyerekei a serpenyőből éppen e két darabot lopták ki, így a madár szárnyai alatti titokzatos... |                                           |             |               |                    |
| 98 | A szegény ember és a kutyacska'           | Szabó Gyula | Horváth Mária | 2011. december 31. |
| Élt egyszer egy szegény asszony és egy szegény ember sok-sok gyermekkel, nagy szegénységben. A bugyuta ember találkozása egy kutyacskával meghozta szerencséjüket. |                                           |             |               |                    |
| 99 | A rest legényről                          | Szabó Gyula | Horváth Mária | 2012. január 1.    |
| Mese egy legényről, akit Rest Jankónak hívtak, s aki nem csak rest volt, de álmodozó s jó is. Lustaságát legyőzve a kicsi halakat visszavitte a folyóba s jutalmul varázsigét kapott. Kívánságai teljesültek, még fiacskájának anyja, a királylány is övé lett. |                                           |             |               |                    |
| 100 | Mátyás király aranyszőrű báránya          | Szabó Gyula | Nagy Lajos    | 2012. január 2.    |
| A burkus király megirigyelte Mátyás király aranyszőrű bárányát és elhatározta, hogy mindenáron megszerzi. Fogadást kötnek, hogy a bárányt őrző juhász, aki igazmondásáról híres – hazudik-e vagy sem. A burkus király lánya ravaszságával, no meg egy kis áldozattal megszerzi az aranyszőrű bárány bőrét. A juhász búsul, szenved, a hazugság útvesztőjében egyre mélyebbre süllyed – mígnem mégiscsak az egyenes utat választja – elmondja az igazat, mi is történt az aranyszőrű báránnyal.                   |                                           |             |               |                    |